# Aristide Griffith
Aristide Griffith (Parma, 13 gennaio 1923 – Parma, 6 agosto 2007) è stato un calciatore italiano, di ruolo difensore.

## Carriera
Cresce nel Parma, con cui disputa i campionati di Serie C 1940-1941 e 1941-1942 con un totale di 18 presenze; alla fine della sua seconda stagione viene posto in lista di trasferimento per il prestito.
Terminata la guerra, riprende l'attività nella formazione crociata, impegnata nel campionato di Serie B-C Alta Italia 1945-1946. Nel corso della stagione gioca una partita.
Dopo aver militato in Serie C anche con la Carrarese, esordisce in Serie B nella stagione 1950-1951 con il Bari, con cui gioca 37 partite.
In seguito si trasferisce alla Salernitana con cui colleziona 23 presenze, sempre nella seconda serie. L'anno successivo gioca altre 17 partite nella stessa categoria.